# Yua
Yua je maleni biljni rod u porodici lozovki smješten uj tribus Parthenocisseae. Raširen je poglavito po Kini i dijelovima Indije i Nepala, a sastoji se od dvije vrste lijana.

## Vrste
1. Yua austroorientalis (F.P. Metcalf) C.L. Li
2. Yua thomsonii (Laws.) C.L. Li